# Olyra amapana
Olyra amapana är en gräsart som beskrevs av Thomas Robert Soderstrom och Fernando Omar Zuloaga. Olyra amapana ingår i släktet Olyra och familjen gräs. Inga underarter finns listade i Catalogue of Life.